# Vladímir Barnaixov
Vladímir Barnaixov   (Districte de Muromtsevski, 26 de febrer de 1951) és un biatleta rus, ja retirat, que va competir sota bandera de la Unió Soviètica durant les dècades de 1970 i 1980.
El 1980 va prendre part en els Jocs Olímpics d'Hivern de Lake Placid, on disputà dues proves del programa de biatló. Fent equip amb Aleksandr Tíkhonov, Vladímir Alikin i Anatoly Alyabyev guanyà la medalla d'or en la cursa del relleu 4x7,5 km, mentre en la cursa dels 20 quilòmetres fou setè.
En el seu palmarès també destaquen tres medalles de bronze al Campionat del món de biatló i tres títols nacionals. Posteriorment exercí d'entrenador de les seleccions nacionals soviètica, croata i russa.